# Sambalpur
Sambalpur (o Sambalpore) è una suddivisione dell'India, classificata come municipality, di 154.164 abitanti, capoluogo del distretto di Sambalpur, nello stato federato dell'Orissa. In base al numero di abitanti la città rientra nella classe I (da 100.000 persone in su).

## Geografia fisica
La città è situata a 21° 26' 60 N e 83° 58' 0 E e ha un'altitudine di 134 m s.l.m..

## Società

### Evoluzione demografica
Al censimento del 2001 la popolazione di Sambalpur assommava a 154.164 persone, delle quali 79.914 maschi e 74.250 femmine. I bambini di età inferiore o uguale ai sei anni assommavano a 16.606, dei quali 8.619 maschi e 7.987 femmine. Infine, coloro che erano in grado di saper almeno leggere e scrivere erano 102.217, dei quali 59.318 maschi e 42.899 femmine.

## Monumenti e luoghi d'interesse

### Tempio della dea Samaleswari

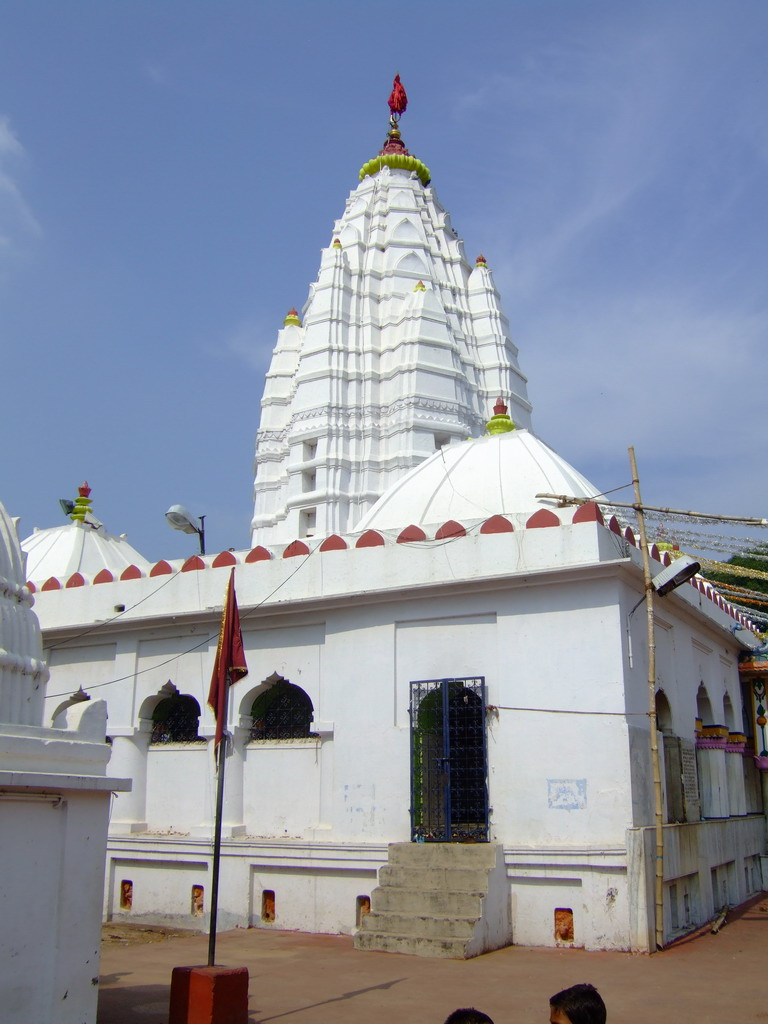
Tempio della dea Samaleswari

Il tempio è dedicato alla dea Samalswari e fu costruito dal re Balaram nel 1540-1556 e fu ristrutturato dal re Chatra Singh Dev nel 1657-1695.